# HD 173780
HD 173780 é uma estrela de magnitude 5 na constelação de Lyra, a cerca de 250 anos-luz de distância da Terra. É uma estrela gigante alaranjada do tipo espectral K3III, o que significa que tem uma temperatura de superfície de 3.500 a 5.000 kelvin. É muito maior e mais brilhante do que o Sol, mas é mais frio.